# Rosa Font i Fuster
Rosa Font i Fuster (Gironella, 15 de gener de 1931 - ?, 11 de desembre 2013), va ser una compositora i pedagoga musical catalana, membre de la Congregació de Germanes Dominiques de l'Anunciata.

## Biografia
El 1946 va ingressar la Congregació de Germanes Dominiques de l'Anunciata. Formada musicalment a Barcelona i, posteriorment, Múrcia. Estudià metodologies del ritme musical a París (1966) i a Salzburg (1967), on amplià els seus coneixements sobre el cant gregorià, en el qual es va especialitzar. Basada en la recerca musicològica de la pianista Justine Ward, va aplicar la metodologia musical de la improvisació vocal i del cant coral en la seva tasca pedagògica.
Va impartir cursos musicals per gran part del territori espanyol, destaquen les ciutats de Vic, València, Oviedo o Madrid (on va ser professora al Col·legi Superior de Música Sagrada de Madrid). És autora dels mètodes Metodología del Ritmo Musical,, El ritme en l'educació preescolar i Aportacions teòriques i metodològiques a l'educació musical, entre altres obres.
Entre diversos càrrecs, també va ser directora del preescolar del Col·legi Pare Coll de Vic, on va impartir música i metodologia a tots el cursos; va dirigir la Coral Anunciata i va compondre un bon nombre de peces corals a 3 i 4 veus.
Com a compositora, destaquen pel seu èxit els Himnes de Llaüts i Vespres per a la celebració de l'Ofici de les Hores. També va escriure cobles i sardanes, entre les quals destaca La sardana de Gombren (1979).
En els últims anys de la seva vida, va ser missionera al Brasil, on va ajudar a la construcció d'una escola per els nens més pobres.
Rosa Font i Fuster va morir l'11 de desembre de 2013.

## Obres
Selecció de les seves obres:
- Petita història del pare Coll (Ed. Mediterrània, 1986), ISBN 84-85984-32-3
- El ritmo en la educación preescolar, amb il·lustracions de Rosa Solervicens (Ed. Paulinas, 1988), ISBN 84-285-0754-6
- L'escombra sàvia, amb il·lustracions de Pilarín Bayés (Ed. La Muralla, 1991), ISBN 84-7133-587-5